# Будолбина
Будолбина, Будолбино — деревня в составе Ямского сельского поселения Болховского района Орловской области. Упоминается в Списке заброшенных строений и населенных пунктов Орловской области (на 2014 год). Население 4 человека (2010), 4 человека (на 2018 г.) .

## История
С 19 века действует церковь православная Дмитрия Солунского (с 1826, каменная). В приходе: дд. Блошня, Есино, Морозово, Сечена (Свечино), Рог (1905) и хут. Рог (с 1878, 1905), Китаево (с 1844, 1905).
Кандидат исторических наук А. Ю. Саран пишет (2015), что Будолбина упоминается с 1905 по 2014 годы. Село Будолбина, Дмитровское тож , входило в следующие АТД: Болховский уезд, Ямской с/с (1939), Болховский район (АТД-1976, АТД-2000, АТД-2010, АТД-2014, МЧС-2014).

## География
Деревня расположена в центральной части Среднерусской возвышенности в лесостепной зоне, на севере Орловской области, в 3 км к северо-востоку от Болхова.
Координаты: 53o54’48‖ СШ, 35o94’62‖ ВД. Уличная сеть не развита.
Климат
близок к умеренно-холодному, количество осадков является значительным, с осадками в засушливый месяц. Среднегодовая норма осадков — 627 мм. Среднегодовая температура воздуха в Болховском районе — 5,1 °C.

## Население
| 2010 |
| ---- |
| 4    |

По данным администрации Ямского сельского поселения, опубликованным в 2017—2018 гг., в деревне Будолбина проживают 4 жителя, среди них 1 человек до 16 лет, 1 человек от 16 до 29 лет, 2 человека от 29 до 55 лет
Национальный состав
Согласно результатам переписи 2002 года, в национальной структуре населения
русские составляли 100 % от общей численности населения в 4 жителя

## Инфраструктура
Было развито сельское хозяйство. В 1944 входил в колхоз «Большевик».
достопримечательности
Храм великомученика Дмитрия Солунского.
При нём Будолбинское кладбище.

## Транспорт
Просёлочные дороги.